# 글레이프니르 (만화)
글레이프니르(일본어: グレイプニル, Gleipnir (manga))는 다케다 선이 쓰고 그린 일본 만화 시리즈이다. 2015년 10월부터 2021년 4월까지 고단샤의 청년 만화 잡지 영 매거진 3호에 연재되었고, 월간 영 매거진으로 이관되어 2021년 5월부터 2023년 4월까지 연재되었다. 2023년 7월 기준 단행본 14권으로 편찬되었다. 만화는 북미의 고단샤 코믹스에서 라이선스를 받았다. 파인 잼이 각색한 애니메이션 TV 시리즈는 2020년 4월부터 6월까지 방영되었다.

## 구성
고등학생 카가야 슈이치는 거대한 괴물개로 변신하는 능력을 얻는다. 뒷면에는 지퍼가 달려 있고 앞면에는 활짝 웃는 모습이 그려진 마스코트 의상과 닮았다. 그는 같은 반의 평범한 소녀인 클레어 아오키를 만난다. 그녀의 여동생 엘레나는 그들의 부모를 살해한 책임이 있다.